# U2 unusual underground
U2 unusual underground（ユーツー アンユージュアル アンダーグラウンド）とは大阪府大阪市中央区難波千日前1にある複合アミューズメント施設、バーである。アメリカ発の破壊系エンタメを楽しむストレス発散専門店である。

## 概要
2019年9月8日に、「廃墟」をテーマにしたバーの跡地に開業した。当初は、廃棄品となった家電や家具、割れ物をバットや鉄パイプで破壊する「破壊エンタメ」のブースしか存在しなかったものの、後にエアガンで的を破壊する「エアガン」、10月16日には「ちゃぶ台返し」が新設された。
12月13日には、クラッシュバーが新設され飲酒可能になった。